# Монашеска република Света гора
Монашеската република Света гора е международноправния статут който има Света гора по силата на международни актове и конституцията на Гърция. Лозанският договор задължава Гърция да предостави автономен статут на Атон.
В монашеската република пребивават постоянно около 2000 православни монаси, основно гръцки, български, румънски, руски, сръбски и други, които водят уединен живот на самовглъбение и молитва край скалистия бряг на Бяло море и покрай планината наричана понякога Християнския Тибет.
Двадесетте манастира на Атон са под патримониума и юрисдикцията на архиепископа на Константинопол и Вселенски патриарх. Според чл. 105 от конституцията на Гърция монашеската република е самоуправляваща се и суверенна. Всички монаси на Света гора получават автоматично гръцко гражданство без други формалности и изисквания, само поради това си качество. Конституцията на Гърция обаче забранява в монашеската република да се установяват за постоянно местоживеене друговерци и схизматици, т.е. католици. Гръцката държава администрира и осигурява обществения ред и сигурност на територията на монашеската република. Съдебният, митнически и данъчен режим на монашеската република е определен с нарочен гръцки закон.
Административен център на монашеската република е Карея, а самоуправлението се осъществява посредством Света община.